# Clasicidio
El clasicidio es un concepto propuesto por el sociólogo Michael Mann para describir la destrucción deliberada y sistemática, total o parcial, de una clase social a través de la persecución y la violencia. Aunque fue utilizado por primera vez por el médico y activista anticomunista Fred Schwarz en 1972, «clasicidio» fue popularizado por Mann como un término similar pero distinto de «genocidio» porque significa «asesinatos en masa intencionales de clases sociales enteras». El clasicidio se considera una forma de «asesinatos en masa premeditados», que es más estrecho que el genocidio, porque el objetivo de un clasicidio es una parte de una población que se define, a veces de forma arbitraria, por su estatus social. El clasicidio, además, se considera más amplio que el politicidio porque el grupo que es objeto del clasicidio es asesinado sin ninguna preocupación por sus afinidades políticas.